# Anchiphiloscia pilosa
Anchiphiloscia pilosa là một loài chân đều trong họ Philosciidae. Loài này được Budde-Lund miêu tả khoa học năm 1913.